# ファリデ・アリドゥ
- ファリード・アリドゥ

ファリデ・アリドゥ（Faride Alidou, 2001年7月18日 - ）は、ドイツ・ハンブルク出身のサッカー選手。エラス・ヴェローナFC所属。ポジションはFW、MF。

## クラブ経歴
2012年に地元のハンブルガーSVのユースアカデミーに入所。2018年にU-19ユースチームに昇格。2年目の2019-20シーズンに同ユースリーグで13試合4ゴールを決めたところでチームIIに昇格。2021年にトップチームに昇格。11月20日のSSVヤーン・レーゲンスブルク戦でプロ初ゴールを決めた。
2022年3月24日、アイントラハト・フランクフルトと4年契約を締結し、同年7月より加入することが発表された。
2023年8月21日、1.FCケルンに期限付き移籍で加入した。
2024年8月25日、イタリアのエラス・ヴェローナFCに買い取りオプション付きの期限付き移籍で加入した。

## 代表経歴
2021年からU-20やU-21のドイツ代表に招集されている。

## 人物
- アリドゥの一家はトーゴからの移民で、同国の国籍も所有している。